# Zebraplatys quinquecingulata
Zebraplatys quinquecingulata är en spindelart som först beskrevs av Simon 1909.  Zebraplatys quinquecingulata ingår i släktet Zebraplatys och familjen hoppspindlar. Inga underarter finns listade i Catalogue of Life.